# Нидерлайс
Нидерлайс (нем. Niederleis) — коммуна (нем. Gemeinde) в Австрии, в федеральной земле Нижняя Австрия. 
Входит в состав округа Мистельбах.  Население составляет 814 человек (на 31 декабря 2005 года). Занимает площадь 19,54 км². Официальный код  —  31636.

## Политическая ситуация
Бургомистр коммуны — Йозеф Лип (СДПА) по результатам выборов 2005 года.
Совет представителей коммуны (нем. Gemeinderat) состоит из 15 мест.
- СДПА занимает 10 мест.
- АНП занимает 5 мест.